# Atletismo en los Juegos Suramericanos
El atletismo en los Juegos Sudamericanos es la competición de ese deporte.

## Ediciones
| Juegos | Año     | Ciudad       | Pais      | Particpantes | Particpantes |
| Juegos | Año     | Ciudad       | Pais      | Masculino    | Femenino     |
| ------ | ------- | ------------ | --------- | ------------ | ------------ |
| I      | 1978    | La Paz       | Bolivia   | 22           | 13           |
| II     | 1982    | Santa Fe     | Argentina | 23           | 16           |
| III    | 1986    | Santiago     | Chile     | 23           | 17           |
| IV     | 1990    | Lima         | Perú      | 23           | 19           |
| V      | 1994    | Valencia     | Venezuela | 24           | 19           |
| VI     | 1998    | Cuenca       | Ecuador   | 24           | 21           |
| VII    | 2002    | Belém        | Brasil    | 22           | 22           |
| VIII   | 2006 () | Buenos Aires | Argentina | 22           | 22           |
| IX     | 2010 () | Medellín     | Colombia  | 21           | 21           |
| X      | 2014 () | Santiago     | Chile     | 22           | 22           |
| XI     | 2018 () | Cochabamba   | Bolivia   | 23           | 22           |
| XII    | 2018 () | Asunción     | Paraguay  | 24           | 24           |

## Medallero
Actualizado hasta Asunción 2022
| Núm.  | País                  | Oro | Plata | Bronce | Total | Orden por Total |
| ----- | --------------------- | --- | ----- | ------ | ----- | --------------- |
| 1     | Brasil                | 94  | 82    | 81     | 257   | 2               |
| 2     | Chile                 | 91  | 87    | 88     | 266   | 1               |
| 3     | Argentina             | 84  | 62    | 65     | 211   | 3               |
| 4     | Colombia              | 81  | 62    | 56     | 199   | 4               |
| 5     | Ecuador               | 50  | 57    | 60     | 167   | 5               |
| 6     | Venezuela             | 42  | 54    | 43     | 139   | 6               |
| 7     | Perú                  | 26  | 49    | 50     | 125   | 7               |
| 8     | Uruguay               | 20  | 22    | 14     | 56    | 8               |
| 9     | Bolivia               | 9   | 22    | 30     | 61    | 9               |
| 10    | Paraguay              | 7   | 7     | 6      | 20    | 10              |
| 11    | Panamá                | 5   | 2     | 3      | 10    | 11              |
| 12    | Surinam               | 3   | 2     | 0      | 5     | 12              |
| 13    | Guyana                | 1   | 3     | 4      | 8     | 13              |
| 14    | Antillas Neerlandesas | 1   | 1     | 0      | 2     | 14              |
| 15    | Curazao               | 0   | 1     | 0      | 1     | 15              |
| TOTAL | TOTAL                 | 514 | 513   | 500    | 1527  |                 |